# Stadio Brøndby
Lo Stadio Brøndby (in danese Brøndby Stadion) è uno stadio di Brøndby, città della Danimarca, utilizzato dalla squadra locale, il Brøndby IF, per le partite casalinghe. Con una capacità di 29 000 posti è il secondo impianto danese per capienza, dopo il Parken di Copenaghen.

## Storia
L'impianto è stato costruito nel 1965, in seguito, nel 1978, è stata aggiunta un'altra tribuna. Nel 1982, dopo che il Brøndby si era imposto come squadra dominante nel calcio danese, sono stati aggiunti ulteriori 5 000 posti.
Tra il 1989 e il 1990, un ulteriore ampliamento ha aumentato la capacità totale di 10 000 posti, arrivando ad avere nel 1992, una capacità totale di 22 000. Dopo un restauro avvenuto nel 2000-2001, con la capacità aumentata a 29 000 (dei quali 23 400 posti a sedere e 5 600 posti in piedi), lo stadio è diventato a norma per le partite delle coppe europee.
A volte viene usato dalla nazionale di calcio danese per le partite amichevoli.